# Diego de San Francisco Tehuetzquititzin
Diego de San Francisco Tehuetzquititzin (a veces llamado  'Tehuetzquiti'  o  'Tehuetzqui' ) (muerto en 1554) fue el decimosexto tlatoani y el segundo  gobernador de Tenochtitlan.
De acuerdo con Chimalpahin, el padre de Tehuetzquititzin, Tezcatl Popocatzin, era un hijo de Tizoc, el séptimo gobernante de Tenochtitlan. Él tomó como esposa cristiana a su prima hermana, María, con quien tuvo dos hijos: Alonso Tezcatl Popocatzin y Pablo (o Pedro) Mauhcaxochitzin, ambos los cuales murieron jóvenes. Tuvo también hijos por otras mujeres: Miguel (o Pablo) Ixcuinantzin (quien también murió joven), Pedro Xiconocatzin, José Xaxaqualiuhtocatzin, Baltasar Ilhuicaxochitzin (quien también murió joven), Juana, María Tlacoyehuatzin, María Francisca, otra María, y Cecilia.
Tehuetzquititzin se convirtió en  tlatoani  y gobernador de Tenochtitlan en 1541, tras la muerte del anterior gobernador, Diego de Alvarado Huanitzin. En el mismo año, participó en la guerra del Mixtón de Nueva Galicia (náhuatl:  Xochipillan ), dirigido por el virrey Antonio de Mendoza.
El 23 de diciembre de 1546 fue emitida una  cédula  por el emperador  Carlos V y su madre la reina  Juana, por la que se concedía a Diego un  escudo de armas personal en reconocimiento por sus servicios (sobre todo en la guerra de Nueva Galicia), y para que "otros nobles indígenas se inspiren para servirnos". Sus brazos incluyen el símbolo indígena de Tenochtitlan - un nopal que crece en una piedra en medio de un lago - que siglos más tarde se haría característico del escudo de armas de México, así como un águila que puede representar a Huitzilopochtli.
Tehuetzquititzin murió en 1554, después de haber gobernado durante 14 años. En lugar de ser reemplazado inmediatamente por un sucesor, Esteban de Guzmán llegó a Tenochtitlán como  juez de residencia . Permaneció como  juez  hasta 1557, cuando Cristóbal de Guzmán Cecetzin fue instalado como gobernante.

## Sucesión
| Tlatoani de Tenochtitlan    | Tlatoani de Tenochtitlan                    | Tlatoani de Tenochtitlan     |
| --------------------------- | ------------------------------------------- | ---------------------------- |
| Precedido por               | Gobernador de Tenochtitlan                  | Vacante Juicio de Residencia |
| Diego de Alvarado Huanitzin | Don Diego de San Francisco Tehuetzquititzin | Próximo título a manos de    |
| Diego de Alvarado Huanitzin | 1541–1554                                   | Cristóbal de Guzmán Cecetzin |

- Datos: Q3707269
- Multimedia: Diego de San Francisco Tehuetzquititzin / Q3707269